# ییزبیتسه
ییزبیتسه (به چکی: Jizbice) یک منطقهٔ مسکونی در جمهوری چک است که در ناحیه نیمبورک واقع شده‌است.